# Écretteville-sur-Mer
Écretteville-sur-Mer település Franciaországban, Seine-Maritime megyében. Lakosainak száma 147 fő (2022. január 1.). Écretteville-sur-Mer Ancretteville-sur-Mer, Angerville-la-Martel, Életot, Sainte-Hélène-Bondeville és Saint-Pierre-en-Port községekkel határos.

## Népesség
A település népességének változása:
| Lakosok száma | 157  | 160  | 161  | 159  | 161  | 163  | 162  | 155  | 147  |
|               | 2013 | 2015 | 2016 | 2017 | 2018 | 2019 | 2020 | 2021 | 2022 |